# Potoer
Potoer (Nyctibiidae) är en fågelfamilj som numera vanligen placeras i en egen ordning, potofåglar (Nyctibiiformes). Det finns sju arter med utbredning i Syd- och Centralamerika, fördelade på två släkten: Nyctibius:
- Släkte Nyctibius
  - Större poto (N. grandis)
  - Långstjärtad poto (N. aethereus)
  - Nordpoto (N. jamaicensis)
  - Andinsk poto (N. maculosus)
  - Gråpoto (N. griseus)
  - Vitvingad poto (N. leucopterus)
- Släkte Phyllaemulor
  - Rödbrun poto (P. bracteatus)